# Pojezierze Wielkopolskie
Pojezierze Wielkopolskie (315.5) – makroregion geograficzny w  środkowo-zachodniej Polsce, część pojezierzy południowobałtyckich. Jej granice wyznaczają od północy Pradolina Toruńsko-Eberswaldzka zajmowana obecnie przez Wisłę, Noteć i Wartę, na południu Pradolina Warszawsko-Berlińska zajmowana przez Wartę i Obrę.
Dwie południkowo położone struktury – Poznański Przełom Warty i położona bardziej na wschód rynna jezior goplańskich i Noteci dzieli makroregion na trzy wyraźne wysoczyzny (z zachodu na wschód):
- Pojezierze Poznańskie
- Pojezierze Gnieźnieńskie
- Pojezierze Kujawskie

Ponadto wyróżnia się jeszcze:
- Pojezierze Chodzieskie

oraz:
- Równinę Inowrocławską na północy
- Równinę Wrzesińską na południu

Wysokości bezwzględne są tu znacznie niższe niż na sąsiednim Pojezierzu Lubuskim. Najwyższy szczyt Gontyniec koło Chodzieży liczy 192 m n.p.m. Z ponad tysiąca jezior największym jest Gopło (około 21,8 km²).
Charakterystyczną cechą klimatu Pojezierza Wielkopolskiego są niskie opady (450–500 mm/rok) co sprawia, że widoczne są niedobory wody i proces nazywany stepowieniem. Dodatkowym czynnikiem wpływającym na wysychanie regionu są skutki eksploatacji kopalni odkrywkowych na terenie Konińskiego Zagłębia Węglowego, z których korzysta ZE PAK. Wpływa to zarówno na szatę roślinną jak i faunę. Charakterystycznymi elementami lasów jest brak występowania buków, zaś wśród roślin zielnych liczne występowanie gatunków stepowych. Także w świecie zwierząt pojawiały się charakterystyczne dla tego biotopu gatunki jak drop.